# Syllis hyalina
Syllis hyalina är en ringmaskart som beskrevs av Grube 1863. Syllis hyalina ingår i släktet Syllis och familjen Syllidae. Arten har ej påträffats i Sverige. Inga underarter finns listade i Catalogue of Life.